# Lochkovský most

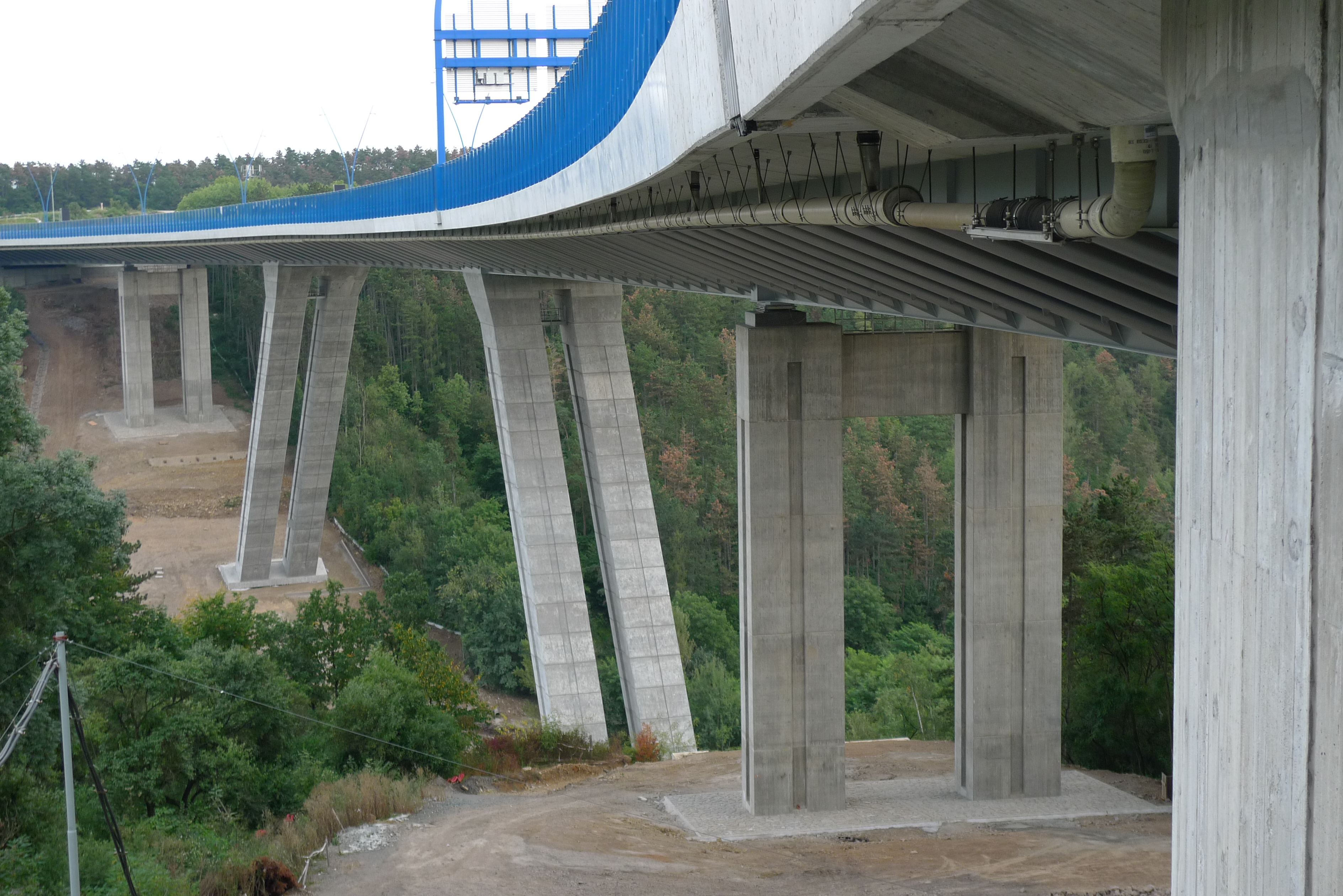
Pohled ze slivenecké strany

Lochkovský most v Praze-Lochkově přes Lochkovské údolí byl vybudován jako součást Pražského okruhu, konkrétně stavby 514 Lahovice – Slivenec. Jedná se o nejvyšší most v Praze, stavba začala v roce 2007 a byla dokončena v roce 2010.

## Popis

### Autoři a výstavba
Autory architektonického řešení jsou Ing. arch. Petr Šafránek z architektonického a projekčního ateliéru a Ing. arch. Patrik Kotas z Ateliéru designu a architektury. Oba autoři se snažili navrhnout netypickou dopravní stavbu.
Výstavba začala v roce 2007 budováním spodní stavby – opěr a svislých pilířů.[zdroj?] Most stavělo sdružení firem Hochtief, Strabag a Bögl a Krýsl. Poslední z nich prováděla montáž ocelové konstrukce mostu.
Ocelová nosná konstrukce, která byla na most nasunuta, se vyráběla souběžně na dvou místech.[zdroj?] Výrobce ocelových konstrukcí bylo sdružení firem Max Bögl, Stahl und Anlagenbau GmbH & Co. KG z Neumarktu a MCE Slaný. Jednotlivé díly byly dovezeny a k sobě svařovány na polích poblíž Slivence a celá ocelová konstrukce byla postupně nasunuta nad údolí ve výšce 65 metrů. Výsun konstrukce byl dokončen v červenci 2009 a už v jeho průběhu byly betonovány šikmé podpěry hlavního pole. Po vybetonování 37,5 m široké desky mostovky byly propojeny šikmé podpěry s nosnou konstrukcí.[zdroj?]

### Konstrukce
Jedná se o sdruženou rámovou konstrukci o pěti polích se šikmými podpěrami u hlavního pole (vzpěradlový rám), což není u takovéhoto typu stavby úplně obvyklé. Jeden z důvodů, proč musely být použity šikmé pilíře a ne klasické svislé, byl i ten, že ekologové[kdo?] nechtěli, aby betonové sloupy zasahovaly do přírodní památky, která se nachází pod mostem.[zdroj?]
Kromě šikmých pilířů byly vybudovány i dva pomocné svislé pilíře. Bez nich by totiž most nad údolí nebylo možné nasunout. Masivní betonové sloupy sloužily jako podpěra. Po dokončení mostu byly tyto svislé pilíře zbourány.
Nejdříve byly lanem odříznuty horní části pilířů a zbytek konstrukce poté rozlámán obřími hydraulickými kleštěmi. Železo se následně oddělilo od betonu, takže se dá opět použít. Na výběr byla ještě druhá varianta, a to místo dvou železobetonových pilířů smontovat dřevěné bednění pod celým mostem, to ovšem bylo vyhodnoceno jako nákladnější.
Rozpětí nosné konstrukce jednotlivých polí ve směru od Lahovic je 70 m + 79,85 m + 99,3 m + 93,85 m + 80,5 m. Celková délka přemostění činí 421 m. Rozpětí patek šikmých podpěr středního pole je 157 metrů.
Nosná konstrukce mostu je spřažená ocelobetonová jednokomorová, má konstantní výšku a je společná pro oba jízdní pásy, což je poměrně unikátní, protože většina dálničních mostů mívá pro každý směr jízdy samostatnou konstrukci. Z toho vyplývají i ohromné rozměry průřezu mostu. Ocelová komora je 4,8 m vysoká, dole 11 metrů široká a směrem nahoru se rozšiřuje až na 14 metrů.[zdroj?] Celková hmotnost ocelové konstrukce je cca 4 500 tun.
Nad ocelovou částí je mostovka, ta je vyrobena z železobetonu a je podporovaná šikmými trubkovými vzpěrami o průměru 406 mm. Její šířka je 35,2 metru a kvůli přidanému třetímu pruhu směrem do kopce se rozšiřuje až na 37,2 m. Celá konstrukce je ve směrovém oblouku, který má poloměr 747,5 metru. Silnice vedená na této mostové konstrukci má podélný spád 2,4 % ve směru k Lahovicím, příčný spád je 4,0 %. Celková délka mostu činí 461 m.
Jeho výška ode dna Lochkovského potoka je 65 metrů. Ocelový kolos je nejvyšším mostem na celém Pražském okruhu. Ve srovnání se známým Nuselským mostem je dokonce o polovinu vyšší. Celková plocha mostu je 14 757 m2.[zdroj?]
Celá stavba má hmotnost zhruba dvacet tisíc tun, na ocelovou konstrukci bylo použito 4 700 tun oceli, na desku 5 700 m3 betonu.

### Nátěr
Autoři projektu se rozhodli dát Lochkovskému mostu modrou barvu, kterou dodala společnost HEMPEL Czech Republic a splňuje předpis TP84 vydaný hlavním investorem Ředitelstvím silnic a dálnic ČR. Tento předpis velice striktně určuje antikorozní požadavky na nátěr ocelových staveb.
Nátěrový systém je tvořen žárovou metalizací 100 μm na vnitřních a 120 μm na vnějších površích. Celková natíraná plocha (cca 30 000 m2) byla ošetřena antikorozními nátěry. Spotřeba barvy činila bezmála 20 000 litrů.

## Vady
Hned po otevření mostu v září 2010 byly objeveny nedostatky ve svarech.
Malé trhliny se v mostní konstrukci objevily při rentgenové zkoušce hned po jeho dostavbě. Pět trhlin o velikosti 3–8 cm bylo doporučeno ke sledování.[zdroj?] Nenacházejí se totiž v nosné konstrukci a neohrožují tak bezpečnost provozu ani nesnižují nosnost mostu. Po roce a půl v provozu se ukázalo, že se tři z pěti trhlin mírně zvětšují.[zdroj?] Odborníci doporučili trhliny minimálně jednou do roka přeměřovat. Další rozšiřování trhlin by mohlo vést k nutnosti most opravit a v krajním případě i uzavřít. V současnosti[kdy?] však nic takového nehrozí.[zdroj?] Na konci roku 2012 dosáhlo Ředitelství silnic a dálnic prodloužení záruční doby mostu z 5 na 20 let. Podle aktuálního zjištění Inženýrské akademie z roku 2014 se trhliny již dále nerozšiřují.
V polovině července 2014 bylo zveřejněno, že podle studie Inženýrské akademie trpí konstrukce tzv. dýcháním lamelových pásnic, tedy vnikáním vzduchu mezi ocelové pásnice držící vrchní část mostu s vozovkou, které na sebe nenaléhají a při zatížení mostu mezi ně netěsnostmi vniká a zase uniká vzduch, což může mít vliv na životnost stavby. Řešení bude požadováno po dodavateli, společnosti Bögl a Krýsl.
Statikou mostu se v roce 2014 začala zabývat Policie České republiky. Ta si od ŘSD vyžádala plány mostu a zahájila výslechy svědků.